# Gastronomiekritik
Als Gastronomiekritik wird das Schreiben über Essen, Trinken und Restaurants bezeichnet. Sie bietet Betrachtungen zu kulinarischen Entwicklungen und gastrosophischen Themen, aber auch Restaurantkritik in Zeitungen, Zeitschriften, Blogs und Restaurantführern. Der eher historisch verwendete Begriff Gastrosophie hat Überschneidungen, umfasst jedoch eher weniger die Restaurantkritik.

## Gastronomiekritiker
Das Literaturgenre der Gastronomiekritik wurde nach der Französischen Revolution von dem Gourmand und Gastrosophen Alexandre Balthazar Laurent Grimod de la Reynière (1758–1837) begründet. Im Zuge der Freisetzung von Leibköchen von ihrer Adelsherrschaft wurden in Paris zunehmend Restaurants eröffnet, weitere bekannte Gastronomiekritiker folgten wie Jean Anthelme Brillat-Savarin (1755–1826) und in Deutschland Carl Friedrich von Rumohr (1785–1843).
In Deutschland etablierte sich Gastronomiekritik ab Anfang der 1960er-Jahre, beispielsweise durch Wolfram Siebeck, der zunächst Kritiken für die Zeitschrift Twen schrieb und später durch seine Kritiken in der Zeit von Anfang der 1970er Jahre bis 2011 bekannt und einflussreich wurde. Renommierte Gastrokritiker waren bis in die 1990er-Jahre auch Gert von Paczensky und Klaus Besser.
Nach 2000 traten neben Siebeck vor allem Jürgen Dollase in der FAZ und Bernd Matthies in Essen & trinken und im Tagesspiegel als prominente Gastrokritiker hervor.
Seit den 2010er Jahren nahm die Zahl der Restaurantkritiker parallel zum steigenden Leserinteresse an Gastronomie in deutschen Zeitungen und Zeitschriften weiter zu. Namhafte Vertreter sind unter anderem Michael Allmaier (Die Zeit), Barbara Goerlich (Der Feinschmecker), Kai Mihm (Effilee, Süddeutsche Zeitung), Stevan Paul (u. a. Süddeutsche Zeitung), Marten Rolff (Süddeutsche Zeitung), Ingo Scheuermann (Effilee), Jakob Strobel y Serra (FAZ) und Christoph Teuner (Falstaff). In der deutschsprachigen Schweiz gehören Wolfgang Faßbender von der Neuen Zürcher Zeitung und David Schnapp von der Weltwoche zu den bekanntesten Restaurantkritikern; in Österreich sind Anna Burghardt von Die Presse und Severin Corti von Der Standard prominente Namen. Einige Kritiker betätigen sich zugleich auch als Gastro-Blogger.

## Kontroversen um Gastrokritiker
Im Lauf der Jahrzehnte zogen Gastrokritiker sich immer wieder den Unmut von Gastronomen und Köchen zu. Wolfram Siebeck und Gert von Paczensky erhielten in manchen Restaurants Hausverbot, nachdem sie negativ über sie geschrieben hatten. So schrieb Siebeck in seinem Buch Kulinarische Notizen (1980) über einen Besuch im Münchner Restaurant Boettner: „Als ich zum letzten Mal dort war, war ich in Begleitung von Gert von Paczensky, der schrieb darauf einen sehr scharfen, aber berechtigten Verriss über dieses Restaurant. Als ich jetzt wieder dort essen wollte, wurde mir die Bedienung verweigert, weil ich damals in der falschen Gesellschaft war.“ Anlässlich Siebecks 85. Geburtstag im September 2013 berichtete auch Der Tagesspiegel, dass Siebeck und seine damaligen Kollegen in manchen Lokalen Hausverbot bekamen. Bernd Matthies kommt zu dem Schluss: „Doch solche Scharmützel nützten am Ende immer beiden Seiten, und so stellte sich langsam der Frieden der Macht ein: Die Köche befolgten, was der große Autor ihnen nahelegte, und er verzichtete darauf, allzu harsche Verrisse zu formulieren.“
Im Jahr 2008 erteilte der Koch Juan Amador dem Kritiker Christoph Teuner zeitweise Hausverbot, nachdem dieser sich in einer Kritik nicht nur sehr negativ über das Essen, sondern auch despektierlich über Amadors damalige Ehefrau geäußert hatte.
Auch Blogger bekommen mitunter Hausverbot. So berichtete Der Spiegel (2014), dass der Blog Sternefresser auf Einladungen oder Presserabatte von Restaurants zurückgreife und dass die Autoren bisweilen nicht nachvollziehbare harsche Kritik an den Kreationen mancher Sterneküchen üben würden, so etwa bei Hans Haas und Frank Rosin. Deshalb hätten die Mitarbeiter des Blogs in deren Restaurants Hausverbot.
In Frankreich wurde im Jahr 2014 eine Foodbloggerin nach einer negativen Kritik verklagt und zu einer Zahlung von Schmerzensgeld verurteilt: Die Kritik selbst, so das Gericht, falle zwar unter die Meinungsfreiheit, die Überschrift hingegen wurde als Diffamierung gewertet; darin hatte die Bloggerin das Lokal als „einen Ort, den man in Cap Ferret vermeiden solle“ kritisiert. In dem deutschen Branchenorgan Allgemeine Hotel- und Gastronomie-Zeitung wurde die Kritik hingegen als juristisch unproblematische Meinungsäußerung bewertet und das französische Urteil kritisiert.
Im Jahr 2017 schrieb der britische Restaurantkritiker Jay Rayner für die Londoner Zeitung The Guardian einen überaus harten Verriss des Pariser Drei-Sterne-Restaurants „Le Cinq“. Darin verglich er unter anderem ein Kanapee mit einem Brustimplantat aus Silikon für eine Barbiepuppe, und das Essen einer der Küchenkreationen mit dem Verspeisen eines Kondoms. Die Kritik sorgte international für Aufsehen und zog wegen der derben Sprachbilder hitzige Diskussionen und Kommentare in britischen, französischen und auch deutschen Medien nach sich.

## Gastronomische Medien
Seit Ende der sechziger Jahre erschienen in der Zeit gastronomische Themen, in den siebziger Jahren wurden dann Essen & trinken (1972) und der Der Feinschmecker (1975) gegründet. Vor allem in Der Feinschmecker spielt neben Reisereportagen und Rezepten das Thema Restaurantkritik eine größere Rolle. Im Jahr 2008 erschien erstmals die Gourmetzeitschrift Effilee, die neben anspruchsvollen Reportagen und Interviews auch zwischen 12 und 15 Restaurantkritiken pro Ausgabe abdruckt.
Seit den 2000er Jahren widmen sich auch Tageszeitungen wie Der Tagesspiegel und die FAZ zunehmend der Gastronomiekritik, seit 2014 auch die Süddeutsche Zeitung mit der wöchentlichen Rubrik Lokaltermin. Vor allem die FAZ nahm durch den prominenten Kritiker Jürgen Dollase die Position eines meinungsbildenden Mediums ein; sein Nachfolger als Restaurantkritiker wurde im Januar 2016 Jakob Strobel y Serra.
Die älteste noch laufende gastronomische Fernsehsendung im deutschen Fernsehen ist die seit Anfang der 1980er-Jahre gesendete Reihe Hessen à la carte, heute mit den Journalistinnen Michaele Scherenberg und Nina Thomas. Für den WDR ist Stefan Quante als kulinarischer Journalist auch international unterwegs. Er realisierte Reportagen unter anderem über die Sterneköche Ferran Adrià, Harald Wohlfahrt, Heinz Beck und Thomas Bühner. Seit den 1990er-Jahren hat Werner Teufl mehrere gastronomische Reihen für den Bayerischen Rundfunk produziert.
Es gibt in Deutschland einige gastronomische Blogs wie Die Sternefresser oder Trois Etoiles. Foodblogger stellen eher eigene Kreationen ins Netz, bewerten jedoch teilweise auch Restaurantmenüs.

## Restaurantführer
Bekannte Restaurantführer sind Guide Michelin (in Deutschland seit 1964), der Gault-Millau (in Deutschland seit 1983), Der Feinschmecker Restaurant Guide und seit 2003 Gusto. Der Slow-Food-Verein gibt seit den 2010er-Jahren sogenannte Genussführer als Orientierung für Gasthäuser mit regionaler Kochkultur in Deutschland sowie Österreich und seit den 1990er-Jahren für Italien heraus (Osterie d´Italia).

## Online-Restaurantführer
Anbieter wie das Portal Restaurant-Ranglisten berechnen aus den verschiedenen Bewertungen neue Bewertungslisten.

## Rezeption
Der Roman Die letzte Delikatesse (2000) von Muriel Barbery porträtiert einen Restaurantkritiker auf dem Sterbebett.